# Apozomus termitarium
Espèce
Apozomus termitarium est une espèce de schizomides de la famille des Hubbardiidae.

## Distribution
Cette espèce est endémique du Pahang en Malaisie,. Elle se rencontre sur le Bukit Tersek.

## Habitat
Elle a été découverte dans une termitière de Longipeditermes longipes.

## Description
Le mâle holotype mesure 2,96 mm.

## Étymologie
Son nom d'espèce lui a été donné en référence à son habitat, une termitière.

## Publication originale
- Cokendolpher, Sissom & Reddell, 2010 : A new species of Apozomus (Arachnida: Schizomida: Hubbardiidae) from peninsula Malaysia. Occasional Papers Museum of Texas Tech University, vol. 298, p. 1-8 (texte intégral).